# أنا أحبك (أغنية ريانا)
تي آمو هي أغنية سجلتها المغنية البربادوسية ريانا لألبومها الإستديو الرابع، ريتيد آر (2009). الأغنية من كتابة ميكيل إس. إريكسن، وتور إريك هيرمانسن، وجيمس فونتليروي II، وريانا، ومن إنتاج ستارقيت. صدرت كأغنية منفردة ثالثة عالمية والسادسة إجمالياً من الألبوم. شملت «تي آمو» عناصر موسيقية أمريكية لاتينية.

## الأداء التجاري
عندما صدر الألبوم، كان أول ظهور للأغنية في الرسوم البيانية السويدية، حيث دخلت لأول مرة في المركز الثاني والخمسين يوم 4 ديسمبر، 2009، بعد إصدار الأغنية باعتبارها أسطوانة ترويجية في السويد يوم 5 مايو، 2010، الأغنية دخلت مرة ثانية الرسم البياني في المركز الثالث والخمسين يوم 7 يوليو، 2010. بلغت ذروتها في المركز الثامن والأربعين بعد مضي أسبوعين يوم 30 يوليو، 2010. في المملكة المتحدة، دخلت على الرسم البياني في المركز الثلاثين يوم 15 مايو، 2010، وبلغت ذروتها في المركز الرابع عشر بعد مضي أسبوعين. في 23 مايو، 2010، دخلت الرسم البياني السويسري في المركز الثامن والخمسين، وبلغت ذروتها في المركز التاسع. دخلت «تي آمو» لأول مرة الرسم البياني النمساوي في المركز الحادي عشر يوم 25 يونيو، 2010، وتراجعت في الأسبوع التالي. ومع ذلك، دخلت مرة ثانية في المركز الحادي عشر يوم 9 يوليو، 2010. أمضت الأغنية ثمانية عشر أسبوعاً في المخطط. دخلت الأغنية لأول مرة الرسم البياني الإيطالي يوم 15 يوليو، 2010، في المركز التاسع وبلغت ذروتها في المركز السابع لمدة أسبوعين. في ألمانيا، أصبحت «تي آمو» أول أغنية لريانا لم تدخل المراكز العشرة الأولى منذ «هيت ذات آي لوف يو» في عام 2007. دخلت لأول مرة في المركز الثالث عشر يوم 26 يوليو، 2010. بدأت تتراوح بين مراكز العشرين الأولى قبل أن تبلغ ذروتها في المركز الحادي عشر يوم 24 يوليو، 2010.

## الصيغ وقائمة الأغاني
- تحميل رقمي من متجر آي تيونز [10]

1. «تي آمو» (نسخة الألبوم) - 3:28
2. «رود بوي» (وايدبويز ستيديوم راديو مكس) - 3:16

## الرسوم البيانية
| الرسم البياني (2009-2010)                         | المركز | المصادر |
| ------------------------------------------------- | ------ | ------- |
| أستراليا (ARIA)                                   | 22     | [ 11 ]  |
| النمسا (Ö3 Austria Top 40)                        | 11     | [ 12 ]  |
| بلجيكا (Ultratop 50 Flanders)                     | 10     | [ 13 ]  |
| بلجيكا (Ultratop 50 Wallonia)                     | 14     | [ 14 ]  |
| كندا (Canadian Hot 100)                           | 66     | [ 15 ]  |
| جمهورية التشيك (IFPI)                             | 6      | [ 16 ]  |
| الدنمارك (Tracklisten)                            | 22     | [ 17 ]  |
| فنلندا (Suomen virallinen lista)                  | 14     | [ 18 ]  |
| ألمانيا (Media Control Charts)                    | 11     | [ 19 ]  |
| المجر (Rádiós Top 40)                             | 7      | [ 20 ]  |
| المجر (Single Top 20)                             | 5      | [ 20 ]  |
| أيرلندا (IRMA)                                    | 16     | [ 21 ]  |
| إيطاليا (FIMI)                                    | 7      | [ 22 ]  |
| هولندا (Mega Single Top 100)                      | 31     | [ 23 ]  |
| النرويج (VG-lista)                                | 12     | [ 24 ]  |
| بولندا (ZPAV)                                     | 2      | [ 25 ]  |
| إسكتلندا (The Official Charts Company)            | 21     | [ 26 ]  |
| سلوفاكيا (IFPI)                                   | 34     | [ 27 ]  |
| السويد (Sverigetopplistan)                        | 48     | [ 28 ]  |
| سويسرا (Schweizer Hitparade)                      | 9      | [ 29 ]  |
| المملكة المتحدة (The Official Charts Company)     | 14     | [ 30 ]  |
| المملكة المتحدة (The Official Charts Company R&B) | 5      | [ 31 ]  |

| الرسم البياني (2010)         | المركز | المصادر |
| ---------------------------- | ------ | ------- |
| النمسا (Ö3 Austria Top 40)   | 61     | [ 32 ]  |
| سويسرا (Schweizer Hitparade) | 43     | [ 33 ]  |

## الشهادات
| الدولة          | المزود             | الشهادات  | المبيعات | المصادر |
| --------------- | ------------------ | --------- | -------- | ------- |
| أستراليا        | (ARIA)             | قولد      | 35,000   | [ 34 ]  |
| إيطاليا         | (FIMI)             | بلاتينيوم | 30,000   | [ 35 ]  |
| سويسرا          | (IFPI Switzerland) | قولد      | 15,000   | [ 36 ]  |
| المملكة المتحدة | (BPI)              | سلفر      | 200,000  | [ 37 ]  |

## تاريخ الإصدار
| الدولة    | التاريخ        | نوع الإصدار    | الشركة المنتجة | المصادر |
| --------- | -------------- | -------------- | -------------- | ------- |
| أستراليا  | 8 يونيو، 2010  | تحميل رقمي     | يونيفرسال      | [ 10 ]  |
| إيطاليا   | 8 يونيو، 2010  | تحميل رقمي     | يونيفرسال      | [ 38 ]  |
| نيوزيلندا | 8 يونيو، 2010  | تحميل رقمي     | يونيفرسال      | [ 39 ]  |
| ألمانيا   | 11 يونيو، 2010 | أسطوانة منفردة | يونيفرسال      | [ 4 ]   |